# Ptinocida latipes
Ptinocida latipes är en stekelart som beskrevs av Boucek 1993. Ptinocida latipes ingår i släktet Ptinocida och familjen puppglanssteklar. Inga underarter finns listade i Catalogue of Life.